# 요한복음 4장
요한복음 4장은 신약성경 중 요한의 복음서의 네 번째 장을 의미한다. 사마리아 여인 이야기가 바로 여기서 나온다.

## 예수가 유대를 떠나다
바리새인들이 예수가 세례자 요한보다 더 많은 사람들에게 세례를 베푼다는 것을 알게 되었다. 이 때 세례의 주체를 두고 요한복음 4장 2절에서는 예수의 제자들로, 요한복음 3장 26절에서는 예수 본인으로 서술한다. 예수는 바리새인들이 이를 알자 유대를 떠나 갈릴래아로 돌아간다. 바리새인들의 반발감이 귀향의 이유로 여겨지나, 당시 갈릴래아 지역에서도 바리새인들의 영향력이 있었다는 점을 고려하면 확실치 않다. 이에 대해 유진 피터슨은 실제로 세례를 행한 것은 예수의 제자들이며, 바리새인들이 예수와 세례자 요한에게 가는 사람들의 수에 대해 떠벌리면서 민중이 이 둘을 라이벌로 인식하게끔 했다고 주장했다.
4절에서는 갈릴래아로 돌아가기 위해 사마리아를 거칠 필요가 있었다고 서술하나, 요세푸스는 당시 갈릴래아사람들이 유월절을 위해 예루살렘을 갈 때 일반적으로 취하는 길은 요르단강 동편의 페레아를 지나는 것이라고 전한다. 이는 바리새인들이 사마리아 사람들과의 접촉을 피하기 위한 것인데, 예수는 경로상의 이점보다도 진리가 모든 국가와 민족을 위한 것임을 보여주기 위해 이 길을 선택한 것으로 여겨진다.
예수는 이후 정오 즈음하여 사마리아의 시카르, 또는 수가라고 하는 마을에 도착해 제자들이 식량을 사러 도시에 간 동안 야곱의 우물에서 휴식을 취한다.

## 사마리아 여인

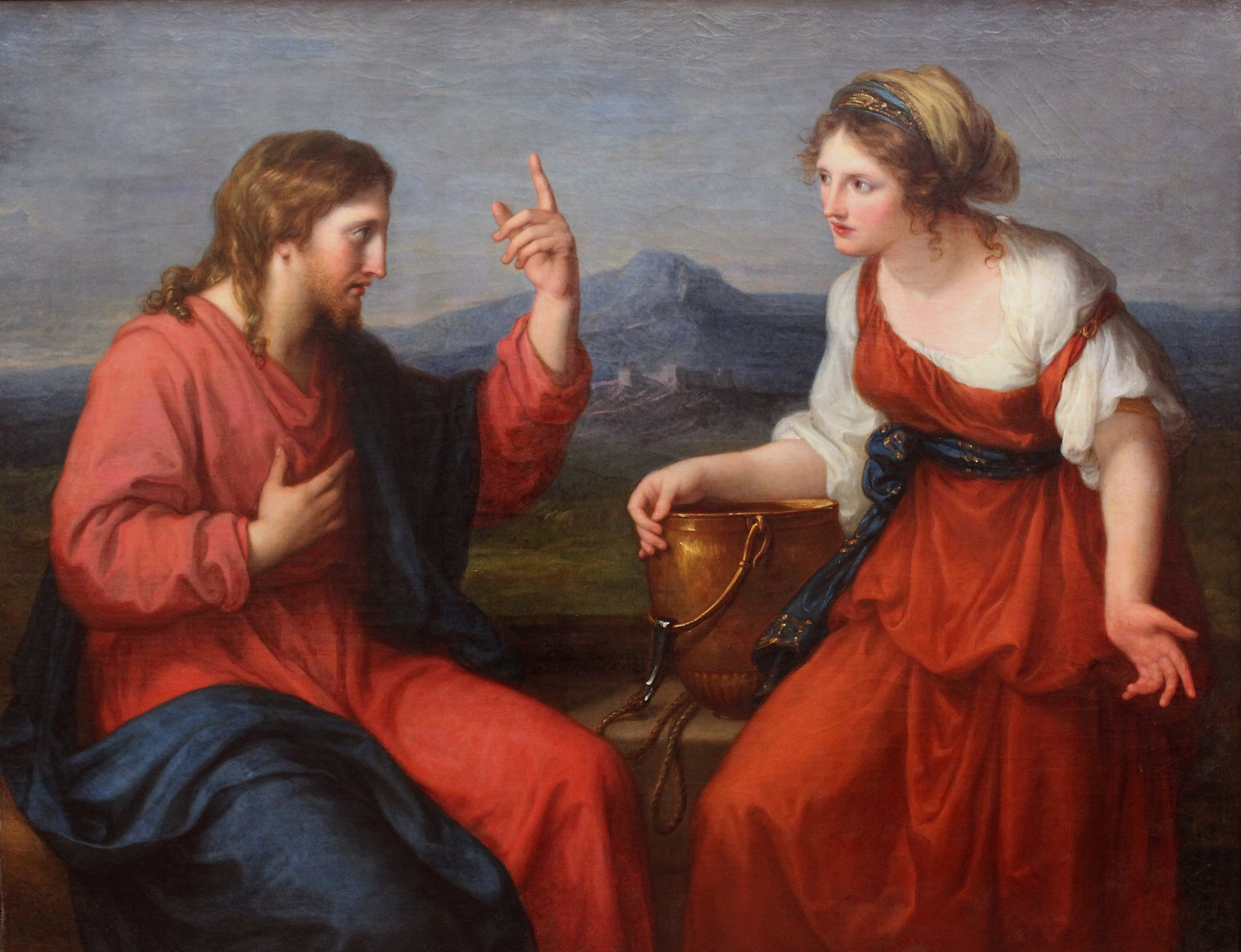
《그리스도와 우물가의 사마리아 여인(1796)》, 앙겔리카 카우프만

예수가 제자들이 돌아오기를 기다리는 동안 사마리아 여인이 우물에 다가오고, 예수는 물을 달라고 청한다. 여인은 유대인이 사마리아인을 상종하지 않지 않느냐며 놀라고, 예수는 자기에게 청하였더라면 샘솟는 물을 주었을 것이라고 말하는데, 이는 비유적으로 해석할 수도 있고 문자 그대로 해석할 수도 있다. 사마리아 여인은 그 물을 구하고, 예수는 사마리아 여인의 남편에 대한 비밀을 말하여 선지자로 받아들여진다. 이후 예수는 하나님께 예배하는 것에 대한 가르침을 전하고, 사마리아 여인이 메시아가 올 것을 안다고 하자 자신이 메시아임을 밝힌다.
예수가 여기서 사마리아 여인에게 보인 모습과 유대인들에게 보인 모습은 사뭇 다르다. 예수는 유대인들에게는 메시아란 정벌군주로 적들의 목을 꺾고 억압과 박해를 응보하는 자라고 가르침으로써 정치적 해석의 위험을 안았는데, 요한복음 6장 15절에서 시민들이 예수를 왕으로 추대하려고 하는 모습에서 이를 볼 수 있다. 하지만 사마리아인들에게는 메시아란 하나님을 경배하는 방법을 가르치는 자로서 드러낸다.

## 사마리아인들에게 복음을 전함
예수의 제자들이 우물가에 돌아오자 여인은 마을로 돌아가 메시아로 보이는 사람이 있다며 다같이 그 이야기를 들을 것을 청한다. 제자들은 예수에게 음식을 좀 먹으라고 권하자 예수는"너희들이 모르는 양식이 있다"며 거절한다. 예수는 사마리아인들에게 추수에 대한 비유를 전하고, 사마리아인들은 예수를 구세주로 영접한다. 이는예수의 목회가 한번에 많은 사람들의 깨우침을 이끌어냈다는 데에서 특별한 사건으로 여겨진다.
사마리아의 복음화는 사도행전 1장 8절에서 예수가 제자들에게 사마리아까지 복음을 전해야 한다고 이야기하는 부분과, 전도자 빌립보가 사마리아에서 그리스도를 전함으로써 이어진다. 특히 8장에서는 본 장의 사건을 인용하며 사마리아가 하나님의 말씀을 받았으니 베드로와 요한을 보내어 그들이 성령을 받도록 기도하는 장면이 등장한다.
이후 예수는 이어 원래의 목적지인 갈릴래아로 돌아가 환영을 받는다.

## 고관의 아들을 고치다
예수는 갈릴래아의 가나로 돌아가 카파르나움에서 온 고관(고대 그리스어: τις βασιλικὸς)을 만난다. 루가의 복음서에서 헤로데의 신하로 언급되는 요안나의 남편인 쿠자, 혹은 사도행전에서 언급되는 헤로데와 함께 자란 마나엔이 여기서 나오는 고관과 동일인물로 언급되기도 한다.
예수는 사람들이 표적과 기적을 보지 않고는 믿지 않는다며 불쾌해하는데, 이는 사마리아인들이 예수의 가르침만 듣고도 믿음을 가진 것과 대조된다. 예수는 고관의 아들이 살 것이니 돌아가라고 하고, 고관은 집에 돌아가는 길에 자신의 아이가 회복되었다는 소식을 듣는다. 요한에 의하면 이는 가나의 혼인잔치에 이어 두 번째로 보인 기적이다.